# لی مین جونگ
لی مین جونگ (کره‌ای: 이민정؛ زادهٔ ۱۶ فوریه ۱۹۸۳) بازیگر اهل کره جنوبی است. او حرفهٔ بازیگری خود را در استیج‌های تئاتر جانگ جین آغاز کرد و چند سال بعد به عنوان بازیگر نقش مکمل در فیلم و تلویزیون حضور پیدا کرد. او پس از حضور در مجموعهٔ تلویزیونی پسران فراتر از گل‌ها (۲۰۰۹) به شهرت رسید.

## زندگی شخصی
لی مین جونگ با بازیگر لی بیونگ هون در ۱۰ اوت ۲۰۱۳ در سئول ازدواج کرد. این زوج برای مدت کوتاهی در سال ۲۰۰۶ قرار می‌گذاشتند و سپس در سال ۲۰۱۲، دوباره رابطهٔ خود را از سر گرفتند. لی مین جونگ در ۳۱ مارس ۲۰۱۵، نخستین فرزندشان به نام لی جون هو که یک پسر بود، را به دنیا آورد. در ۴ اوت ۲۰۲۳، تایید شد که او دومین فرزندش را باردار است.
او در ۲۱ دسامبر ۲۰۲۳، دومین فرزندش که دختر بود را به دنیا آورد.

## فیلم‌شناسی

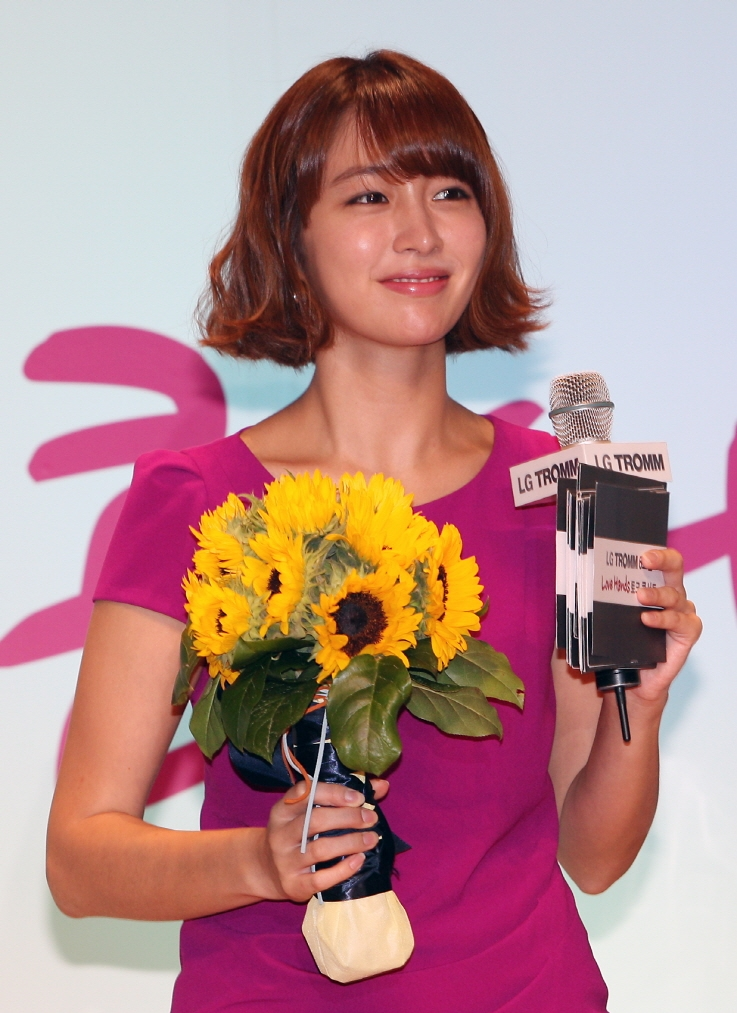
لی مین جونگ در ۱۹ ژوئیه ۲۰۱۲

### فیلم
| سال  | عنوان            | نقش                    |
| ---- | ---------------- | ---------------------- |
| ۱۹۹۹ | گیت سرنوشت       | عضو ایکاروس            |
| ۲۰۰۳ | پله‌های آرزو      | رقص دوبل باله جین سونگ |
| ۲۰۰۴ | شخص ویژه         | دوست یی یون            |
| ۲۰۰۵ | رؤیای خیس ۲      | دانشجوی سال دوم #۳     |
| ۲۰۰۶ | مودوری           | یون هی                 |
| ۲۰۰۷ | هرس درخت انگور   | یون سو آه / هلنا       |
| ۲۰۰۹ | جستجو برای فیل   | سو یون                 |
| ۲۰۰۹ | شب روشن          | لی شی یونگ             |
| ۲۰۱۰ | آژانس سیرانو     | کیم هی جونگ            |
| ۲۰۱۲ | رادیوی شگفت‌انگیز | شین جین آه             |
| ۲۰۲۳ | کادوی کریسمس     | سو هیون                |